# Брянский сельсовет (Дагестан)
Брянский сельсовет — административно-территориальная единица и муниципальное образование со статусом сельского поселения в Кизлярском районе Дагестана Российской Федерации.
Административный центр — село Брянск.

## Населённые пункты
На территории сельсовета находятся населённые пункты:
1. село Брянск
2. село Новый Чечень
3. село Брянский Рыбозавод

## Население
| 2002 | 2010 | 2012 | 2013 | 2014 | 2015 | 2016 |
| ---- | ---- | ---- | ---- | ---- | ---- | ---- |
| 914  | ↘890 | ↘869 | →869 | ↗876 | ↘867 | ↗873 |
| 2017 | 2018 | 2019 | 2020 | 2021 | 2023 | 2024 |
| ↘868 | ↘842 | ↘831 | ↗834 | ↗955 | ↘950 | ↗951 |
| 2025 |      |      |      |      |      |      |
| ↘940 |      |      |      |      |      |      |

## История
Сельсовет образован Декретом ВЦИК от 16.11.1922 года.